# Tiberto Brandolini
Tiberto Brandolini (Bagnacavallo, 1414 – Milano, 12 settembre 1462) è stato un condottiero italiano. 
Al servizio della Repubblica di Venezia e di Francesco Sforza, svolse un ruolo di rilievo nelle campagne militari, combattute nella pianura padana, tra la fine della prima metà del XV secolo e il primo decennio della seconda metà.

## Biografia
Tiberto Brandolini era figlio di Brandolino Brandolini di Bagnacavallo e di Giovanna dei Signori della Tela; a seguito della morte della madre visse con il padre ed Erasmo da Narni (soprannominato Gattamelata) di cui sposò la figlia Polisena Romagnola. Il contratto matrimoniale fra i due è datato al 2 marzo 1432; da questo matrimonio il Brandolini ottenne una dote di 600 ducati. Dalla Romagnola ebbe due figli Lionello e Sigismondo.
Grazie all'arruolamento del padre e del Gattamelata nell'esercito veneziano, il condottiero ricevette la sua prima condotta di 50 lance nel 1434 e nell'agosto di quell'anno fu imprigionato da Niccolò Piccinino a Castel Bolognese sul rio Sanguinario.
Nella primavera del 1439 si scontrò con il Piccinino presso Malopera sull'Adige, vicino a Castelbaldo e nel combattimento fu ferito alla gamba sinistra.
La sua condotta venne rinnovata da Venezia il 12 aprile 1441 per sei mesi. Nell'estate di quest'anno si unì a Cristoforo da Tolentino e Bartolomeo Colleoni nell'occupazione di Pontoglio, permettendo a Francesco Sforza l'attraversamento del fiume Oglio dove affrontò Niccolò Piccinino nella battaglia di Martinengo nel luglio 1441; la condotta di Tiberto fu confermata da Venezia per un anno, stabilita in 400 cavalieri in tempo di pace e 600 in tempo di guerra.
Nell'agosto 1443 fu inviato da Venezia, con 500 cavalieri, a congiungersi alle forze di Firenze con lo scopo di conquistare il castello di Galliera a Bologna; il mese seguente, insieme a Guido Rangone, si diresse alla volta di Ravenna e da qui partì in direzione di Fano per aiutare Francesco Sforza assediato in quella città dalle truppe di papa Eugenio IV e da quelle aragonesi; alla fine di settembre difese Rimini con il Rangone, al comando di 1200 cavalieri e di 200/400 fanti veneziani.
Nell'inverno del 1446, Tiberto Brandolini mise in mostra le sue abilità di esperto ricognitore: oltrepassò il fiume Adda a sud di Rivolta attraversando una zona deserta e paludosa e permise alla maggior parte dell'armata veneziana di attaccare le forze milanesi, venendo successivamente nominato cavaliere da Michelotto Attendolo Sforza, comandante delle truppe veneziane.
Nell'estate del 1448 si distinse nell'assedio di Caravaggio: penetrò nel campo milanese dove scovò una strada che l'armata veneziana poteva utilizzare per avviare dei contatti con la città posta sotto assedio. Durante l'esplorazione di questo terreno, il condottiero rimase però ferito; Venezia, accettando l'idea del Brandolini di sferrare un attacco frontale contro Milano, patì una pesante sconfitta, ma, nonostante la disfatta, rinnovò di anno in anno la sua condotta.
Nel maggio 1452, al comando di 200 lance, diede l'assalto alle fortificazioni di Francesco Sforza nel territorio milanese.
Durante l'inverno del 1453 abbandonò la Repubblica di Venezia per passare al soldo del duca di Milano sperando di ottenere un comando più importante o guadagni maggiori. Francesco Sforza, stanziato a Cremona, accolse favorevolmente la sua defezione; il condottiero arrivò a Mirandola mentre la moglie e i figli abbandonarono il territorio veneziano; a seguito di questo tradimento il padre lo diseredò a favore del fratello Cecco.
Nel giugno 1453 decise di collaborare con Ludovico Gonzaga nell'attacco contro Carlo Gonzaga; dopo averlo sconfitto a Goito sul Mincio, Tiberto combatté a Ghedi con l'esercito ducale dove fronteggiò Giacomo Piccinino.
Nell'estate successiva il Brandolini, con l'aiuto di Roberto da San Severino, depredò alcuni territori di proprietà dei Savoia fino alla zona di Vercelli arrivando ad occupare Bassignava, Valenza, Bremide e Borgo Sesia.
Nel 1455 Francesco Sforza, per garantirsi la fedeltà del suo condottiero, gli concesse i feudi di Castelnuovo, di Lusurasco, Saliceto di Chiaravalle, Bagnolo, Noceto, Castell’Arquato e Calestano; in seguito Tiberto prese la decisione di risiedere a Castell’Arquato insieme ad una corte composta da cancellieri, spenditori, senescalchi e maestri di stalla.
Nel febbraio del 1458 si recò a Bologna per accordarsi circa il matrimonio di suo figlio Sigismondo con Maria Antonia, figlia di Annibale Bentivoglio, perito qualche anno prima; egli arrivò a Imola dove prese in moglie Cornelia Manfredi, figlia di Guido Antonio Manfredi.
Dal 1461 Tiberto incominciò ad allarmare le autorità milanesi poiché le sue trame politiche si intensificarono: propose al duca di Modena di prendere il possesso di Parma.
L’insurrezione piacentina, all’inizio del 1462, causata dall’oppressione dei piacentini di fronte al dominio sforzesco, portò alla devastazione del palazzo del condottiero a Rivergaro ed in questo periodo si sparse la voce per il ducato di Milano che Francesco Sforza fosse sul punto di morire, situazione che portò a delle insurrezioni in alcune zone del territorio.
Nell’aprile del 1462 il condottiero fece uscire dal dominio i suoi uomini e i suoi beni, radunati nei castelli di Castelnuovo e Castell’Arquato, con l’intento di celebrare il matrimonio in Romagna di suo figlio Lionello; in questa circostanza, Tiberto nutrì la speranza di stipulare una condotta con Giovanni d’Angiò.
Pare che il condottiero romagnolo fosse coinvolto nei preparativi di un complotto ai danni dei Manfredi di Faenza, contando specialmente sull’appoggio degli Estensi che in quegli anni sperarono di poter privare lo Sforza della città di Parma. In questi anni il Brandolini frequentò assiduamente le corti di Carpi, Imola, Forlì e Cesena, la corte estense, promosse attività spionistiche e, quando necessario, privilegiò l’assassinio politico.
Le relazioni personali tra Tiberto e il duca di Milano furono minate da sospetti reciproci e il Brandolini, per tal motivo, intensificò i rapporti coi signori di Romagna per ottenere favori contro i signori di Forlì, questi complotti però richiesero ingenti quantità di denaro. Per realizzare i suoi piani ricercò particolari appoggi politico-finanziari che gli avrebbero permesso di ottenere i mezzi per concretizzare i suoi progetti: chiese un prestito a Bartolomeo Colleoni il quale accolse le sue richieste con freddezza e sospetto, rifiutando di aiutarlo. Il condottiero, già indebitato con amici e banchieri facoltosi, cercò quindi di ottenere dei sussidi da banchieri bergamaschi, genovesi, milanesi, contraendo ulteriori debiti; il matrimonio con Cornelia Manfredi gli assicurò una dote regale, oggetti di immenso valore forniti ai vari banchieri e prestatori come garanzia per finanziare i suoi ambiziosi progetti.
Il Brandolini si mosse non solo nello scenario dell’Italia centrale ma anche presso la corte ducale di Milano. In questa città abitò nella parrocchia di San Vittore al Teatro, ebbe il possesso di una tenuta a Crescenzago, vicino a Milano, dove si recò spesso; frequenti furono le sue amicizie a corte e costanti i rapporti con le fazioni milanesi, soprattutto nel momento in cui il duca fu gravemente malato.
Nell'aprile del 1462 Francesco Sforza, grazie alle sue spie, venne informato di tutti gli intrighi del condottiero e lo fece arrestare con l'accusa di star tramando contro lo stato. Imprigionato nella rocca di Porta Vercellina, il 30 aprile del 1462 il Brandolini fu trovato morto suicida con la gola trafitta da uno spiedo.
All'oratore dei Gonzaga lo Sforza riferì che il capitano romagnolo aveva intrattenuto rapporti pericolosi con alcuni nemici di Milano, mantenuto rapporti di amicizia, a discapito degli Sforza e dei loro interessi, con Venezia. Lo Sforza argomentò che il suo condottiero, a Milano, appoggiò la fazione guelfa, infine riuscì a stabilire, grazie agli appoggi dei signori di Ferrara, di portare l'esercito in Romagna.
Il corpo del condottiero venne seppellito a Milano, in San Francesco Grande, il duca volle che fossero celebrate esequie solenni e grandiose, con insegne, bandiere e cavalli con seta nera. I figli, Leonello e Sigismondo, ricevettero una condotta e un feudo e per un certo periodo restarono al servizio di Milano.
La morte del Brandolini fu, secondo l’analisi dello storico Motta, mascherata dal suicido, ma in realtà fu un assassinio politico, ovvero il condottiero venne fatto uccidere per ordine di Francesco Sforza.
Una preziosa testimonianza sulle ambizioni di questo personaggio, per quanto parziale, poiché probabilmente le accuse furono strumentalizzate dalla cancelleria ducale, venne offerta dal suo cancelliere, Giovan Battista da Narni, catturato da Orfeo da Ricavo: Tiberto fu presentato come il protagonista di maltrattamenti, violenze, assassini e atti crudeli, soldato valoroso ma senza nessuna moralità, accusato di aver ucciso la prima moglie e di aver intrecciato trame contro il duca.
Il suo cancelliere informò che il condottiero aveva stabilito legami con molte casate signorili del contado, intessendo particolari relazioni con il conte Manfredo Lanzo e con i Pallavicini da Scipione. Il duca, al corrente delle trame tra il Bardolini e gli Estensi, rifiutò di prestargli aiuto e lo mandò in esilio alla Badia di Rivalta, nelle vicinanze di Tortona, dove continuò a tramare contro Francesco Sforza.
La volontà del duca fu quella di allontanare il Brandolini dai suoi possedimenti terrieri a Piacenza e Parma, proibendo al condottiero di intrattenere dei pericolosi rapporti con le aristocrazie locali a svantaggio dei domini ducali.
La corrispondenza fra il condottiero e i suoi assistenti fu considerevole, Orfeo da Ricavo, al momento dell’arresto del Narni, sequestrò alcune casse di registri: in una cassa veneziana furono ritrovati 43 libri di conti, 25 vacchette, 28 libri piccoli, 4 grandi libri da conto, 9 libri in quarto, 21 filze di lettere, 4 mazzi di scritture, in un’altra cassa si trovarono 9 libri grandi di conti e 2 piccoli; la dotazione del Brandolini incluse 2 libri, molte armature, armi, trofei militari e insegne.
Secondo Peter Partner Tiberto Brandolini dimostrò grande abilità e un enorme coraggio, ma, data la sua crudeltà, non può essere annoverato tra i grandi condottieri; al contrario Nadia Covini ritiene che il Brandolini fu un condottiero ambizioso che svolse un ruolo di primo piano nelle vicende militari relative alla seconda metà del XV secolo.